# 恩特雷加爾代鄉
46°14′31″N 23°24′32″E / 46.242°N 23.409°E
恩特雷加爾代鄉（羅馬尼亞語：Comuna Întregalde, Alba），是羅馬尼亞的鄉份，位於該國中部，由阿爾巴縣負責管轄，面積83平方公里，海拔高度825米，2011年人口577，人口密度每平方公里8人。